# Little Havra
Little Havra är en ö i Storbritannien.   Den ligger i kommunen Shetlandsöarna och riksdelen Skottland, i den norra delen av landet, 900 km norr om huvudstaden London.